# Barbus bourdariei
Barbus bourdariei är en fiskart som beskrevs av Pellegrin 1928. Barbus bourdariei ingår i släktet Barbus och familjen karpfiskar. IUCN kategoriserar arten globalt som starkt hotad. Inga underarter finns listade.